# Premis Oscar de 1943
Els Premis Oscar de 1943 (en anglès: 16th Academy Awards) foren presentats el 2 de març de 1944 en una cerimònia realitzada al Grauman's Chinese Theatre de Los Angeles. La cerimònia presentada per Jack Benny.

## Curiositats
Aquest fou l'última ocasió, fins a 2009, que hi hagué 10 pel·lícules nominades en la categoria principal de millor pel·lícula. Així mateix, la pel·lícula The Ox-Bow Incident de William A. Wellman és l'últim film fins a 2015 que únicament fou nominat a millor pel·lícula i no rebé cap més nominació.
La pel·lícula For Whom the Bell Tolls de Sam Wood es convertí en la tercera pel·lícula en aconseguí nominacions per en totes les categories d'actors.
El serial de dibuixos animats "Tom i Jerry" aconseguí el seu primer premi amb el curt The Yankee Doodle Mouse després de dues nominacions anteriors. Al llarg de la seva història ha aconseguit 7 premis de 13 nominacions possibles.

## Premis
| Millor pel·lícula | Millor director |
| --- | --- |
| - Casablanca - For Whom the Bell Tolls - Heaven Can Wait - The Human Comedy - In Which We Serve - Madame Curie - The More the Merrier - The Ox-Bow Incident - The Song of Bernadette - Watch on the Rhine | - Michael Curtiz per Casablanca - George Stevens per The More the Merrier - Ernst Lubitsch per Heaven Can Wait - Henry King per The Song of Bernadette - Clarence Brown per The Human Comedy |
| Millor actor | Millor actriu |
| - Paul Lukas per Watch on the Rhine com a Kurt Muller - Humphrey Bogart per Casablanca com a Rick Blaine - Gary Cooper per For Whom the Bell Tolls com a Robert Jordan - Walter Pidgeon per Madame Curie com a Pierre Curie - Mickey Rooney per The Human Comedy com a Homer Macauley | - Jennifer Jones per The Song of Bernadette com a Bernadeta Sobirós - Jean Arthur per The More the Merrier com a Constance Milligan - Ingrid Bergman per For Whom the Bell Tolls com a María - Joan Fontaine per The Constant Nymph com a Tessa Sanger - Greer Garson per Madame Curie com a Marie Curie |
| Millor actor secundari | Millor actriu secundària |
| - Charles Coburn per The More the Merrier com a Benjamin Dingle - Charles Bickford per The Song of Bernadette com a Abat Dominique Peyramale - J. Carrol Naish per Sahara com a Giuseppe - Claude Rains per Casablanca com a Capità Louis Renault - Akim Tamiroff per For Whom the Bell Tolls com a Pablo | - Katina Paxinou per For Whom the Bell Tolls com a Pilar - Gladys Cooper per The Song of Bernadette com a Marie Therese Vauzou - Paulette Goddard per So Proudly We Hail! com a Joan O'Doul - Anne Revere per The Song of Bernadette com a Louise Casterot Soubirous - Lucile Watson per Watch on the Rhine com a Fanny Farrelly |
| Millor guió original | Millor guió adaptat |
| - Norman Krasna per Princess O'Rourke - Noël Coward per Sang, suor i llàgrimes - Lillian Hellman per The North Star - Dudley Nichols per Air Force - Allan Scott per So Proudly We Hail! | - Julius J. Epstein, Philip G. Epstein i Howard Koch per Casablanca (sobre obra teatre de Murray Burnett i Joan Alison) - Lillian Hellman i Dashiell Hammett per Watch on the Rhine (sobre obra teatre de L. Hellman) - Nunnally Johnson per Holy Matrimony (sobre hist. d'Arnold Bennett) - Richard Flournoy, Lewis R. Foster, Frank Ross i Robert Russell per The More the Merrier (sobre hist. de Garson Kanin) - George Seaton per The Song of Bernadette (sobre hist. de Franz Werfel)                               |
| Millor història | Millor documental |
| - William Saroyan perr The Human Comedy - Thornton Wilder per Shadow of a Doubt - Robert Russell i Frank Ross per The More the Merrier - Steve Fisher per Destination Tokyo - Guy Gilpatric per Action in the North Atlantic | - Desert Victory de Roy Boulting - Baptism of Fire (U.S. Army Signal Corps) - The Battle of Russia de Frank Capra i Anatole Litvak - Report from the Aleutians de John Huston - War Department Report d'Oliver Lundquist |
| Millor banda sonora - Dramàtica | Millor banda sonora - Musical |
| - Alfred Newman per The Song of Bernadette - Constantin Bakaleinikoff i Roy Webb per The Fallen Sparrow - Phil Boutelje per Hi Diddle Diddle - Gerard Carbonara per The Kansan - Aaron Copland per The North Star - Hanns Eisler per Hangmen Also Die - Louis Gruenberg i Morris Stoloff per Commandos Strike at Dawn - Leigh Harline per Johnny Come Lately - Arthur Lange per Lady of Burlesque - Edward H. Plumb, Paul J. Smith i Oliver Wallace per Victory Through Air Power - Hans J. Salter i Frank Skinner per The Amazing Mrs. Holliday - Walter Scharf per In Old Oklahoma - Max Steiner per Casablanca - Herbert Stothart per Madame Curie - Dimitri Tiomkin per The Moon and Sixpence - Victor Young per For Whom the Bell Tolls | - Ray Heindorf per This Is the Army - Robert Emmett Dolan per Star Spangled Rhythm - Leigh Harline per The Sky's the Limit - Alfred Newman per Coney Island - Edward H. Plumb, Paul J. Smith i Charles Wolcott per Saludos Amigos - Frederic E. Rich per La cantina del teatre - Walter Scharf per Hit Parade of 1943 - Morris Stoloff per Something to Shout About - Herbert Stothart per Thousands Cheer - Edward Ward per Phantom of the Opera                                                                         |
| Millor cançó original | Millor so |
| - Harry Warren (música); Mack Gordon (lletra) per Hello, Frisco, Hello ("You'll Never Know") - Harold Arlen (música); Johnny Mercer (lletra) per Star Spangled Rhythm ("That Old Black Magic") - Jule Styne (música); Harold Adamson (lletra) per Hit Parade of 1943 ("A Change of Heart") - Harold Arlen (música); E. Y. Harburg (lletra) per Cabin in the Sky ("Happiness is a Thing Called Joe") - Harold Arlen (música); Johnny Mercer (lletra) per The Sky's the Limit ("My Shining Hour") - Charles Wolcott (música); Ned Washington (lletra) per Saludos Amigos ("Saludos Amigos") - Jimmy McHugh (música); Herb Magidson (lletra) per Hers to Hold ("Say a Pray'r for the Boys Over There") - Arthur Schwartz (música); Frank Loesser (lletra) per Thank Your Lucky Stars ("They're Either Too Young or Too Old") - James Monaco (música); Al Dubin (lletra) per La cantina del teatre ("We Mustn't Say Goodbye") - Cole Porter (música i lletra) per Something to Shout About ("You'd Be So Nice to Come Home To") | - Stephen Dunn per Aquesta terra és meva - John Livadary per Sahara - Douglas Shearer per Madame Curie - Loren L. Ryder per Riding High - J. L. Fields per So This Is Washington - Daniel J. Bloomberg per In Old Oklahoma - Thomas T. Moulton per The North Star - Jack Whitney per Hangmen Also Die! - E. H. Hansen per The Song of Bernadette - Bernard B. Brown per Phantom of the Opera - C. O. Slyfield per Saludos Amigos - Nathan Levinson per This Is the Army                                                   |
| Millor direcció artística - Blanc i Negre | Millor direcció artística - Color |
| - James Basevi i William S. Darling; Thomas Little per The Song of Bernadette - Albert S. D'Agostino i Carroll Clark; Darrell Silvera i Harley Miller per Flight for Freedom - Hans Dreier i Ernst Fegte; Bertram Granger per Five Graves to Cairo - Perry Ferguson; Howard Bristol per The North Star - Cedric Gibbons i Paul Groesse; Edwin B. Willis i Hugh Hunt per Madame Curie - Carl Weyl; George J. Hopkins per Mission to Moscow | - Alexander Golitzen i John B. Goodman; Russell A. Gausman i Ira S. Webb per Phantom of the Opera - James Basevi i Joseph C. Wright; Thomas Little per The Gang's All Here - Hans Dreier i Haldane Douglas; Bertram Granger per For Whom the Bell Tolls - Cedric Gibbons i Daniel Cathcart; Edwin B. Willis i Jacques Mersereau per Thousands Cheer - John Hughes i Tinent John Koenig; George J. Hopkins per This Is the Army                                                                                            |
| Millor fotografia - Blanc i Negre | Millor fotografia - Color |
| - Arthur C. Miller per The Song of Bernadette - Arthur Edeson per Casablanca - Tony Gaudio per Corvette K-225 - James Wong Howe per The North Star - James Wong Howe, Elmer Dyer i Charles A. Marshall per Air Force - Charles Lang per So Proudly We Hail! - Rudolph Maté per Sahara - Joseph Ruttenberg per Madame Curie - John Seitz per Five Graves to Cairo - Harry Stradling per The Human Comedy | - Hal Mohr i W. Howard Greene per Phantom of the Opera - Charles G. Clarke i Allen Davey per Hello, Frisco, Hello - Edward Cronjager per Heaven Can Wait - George Folsey per Thousands Cheer - Ray Rennahan per For Whom the Bell Tolls - Leonard Smith per Lassie Come Home |
| Millor muntatge | Millors efectes especials |
| - George Amy per Air Force - Doane Harrison per Five Graves to Cairo - Owen Marks per Casablanca - Barbara McLean per The Song of Bernadette - Sherman Todd i John F. Link Sr. per For Whom the Bell Tolls | - Fred Sersen (fotografia); Roger Heman (so) per Crash Dive - Farciot Edouart i Gordon Jennings (fotografia); George Dutton (so) per So Proudly We Hail! - A. Arnold Gillespie i Donald Jahraus (fotografia); Michael Steinore (so) per Stand By for Action - Hans F. Koenekamp i Rex Wimpy (fotografia); Nathan Levinson (so) per Air Force - Clarence Slifer i Ray Binger (fotografia); Thomas T. Moulton (so) per The North Star - Vernon L. Walker (fotografia); James G. Stewart i Roy Granville (so) per Bombardier |
| Millor curtmetratge documental | Millor curtmetratge d'animació |
| - December 7th de John Ford i Gregg Toland - Children of Mars de Frank Donovan - Plan for Destruction d'Edward Cahn - Swedes in America d'Irving Lerner - To the People of the United States d'Arthur Lubin - Tomorrow We Fly (United States Navy) - Youth in Crisis de Louis De Rochemont | - Yankee Doodle Mouse de Fred Quimby - The Dizzy Acrobat de Walter Lantz - The 500 Hats of Bartholomew Cubbins de George Pal - Greetings, Bait! de Leon Schlesinger - Imagination de Dave Fleischer - Reason and Emotion de Walt Disney |
| Millor curtmetratge, un carret | Millor curtmetratge, dos carrets |
| - Amphibious Fighters de Grantland Rice - Cavalcade of Dance de Gordon Hollingshead - Champions Carry On de Edmund Reek - Hollywood in Uniform de Ralph Staub - Seeing Hands de Pete Smith | - Heavenly Music de Jerry Bresler i Sam Coslow - Letter to a Hero de Frederic Ullman, Jr. - Mardi Gras de Walter MacEwen - Women at War de Gordon Hollingshead |

## Oscar Honorífic
- George Pal – pel desenvolupament de mètodes i tècniques novel·lístiques en la producció de curtmetratges, coneguts com a "Puppetoons". [placa; canviada per estatueta el 1967]

## Premi Irving G. Thalberg
- Hal B. Wallis

## Múltiples nominacions i premis
| Les següents pel·lícules van rebre diverses nominacions: - 12 nominacions: The Song of Bernadette - 9 nominacions: For Whom the Bell Tolls - 8 nominacions: Casablanca - 7 nominacions: Madame Curie - 6 nominacions: The More the Merrier i The North Star - 5 nominacions: The Human Comedy - 4 nominacions: Air Force, Phantom of the Opera, So Proudly We Hail! i Watch on the Rhine - 3 nominacions: Five Graves to Cairo, Heaven Can Wait, Sahara, Saludos Amigos, This is the Army i Thousands Cheer - 2 nominacions: Hangmen Also Die, Hello, Frisco, Hello, Hit Parade of 1943, In Old Oklahoma, In Which We Serve, The Sky's the Limit, Something to Shout About, La cantina del teatre i Star Spangled Rhythm | Les següents pel·lícules van rebre més d'un premi: - 4 premis: The Song of Bernadette - 3 premis: Casablanca - 2 premis: Phantom of the Opera |